# Tetraonyx marseuli
Tetraonyx marseuli es una especie de coleóptero de la familia Meloidae.

## Distribución geográfica
Habita en Bolivia.